# 刘秀统一河北之战
刘秀统一河北之战，西汉更始元年（23年）十月至东汉建武二年（26年）三月，刘秀击破王郎、河北各地农民军，统一河北地区。
更始元年（23年）九月，绿林军拥立的更始帝迁往洛阳，十月，更始帝刘玄任命刘秀以破虏将军行大司马事持节渡黄河镇慰河北。刘秀清除王莽苛政，恢复汉官仪，惩治贪官，释放囚徒。十二月，故赵王之子刘林以王郎假称汉成帝之子，立为皇帝，定都邯郸。刘秀随从很少，想要到蓟县（今北京市西南），故广阳王之子刘接起兵响应王郎。刘秀不敢北进，向南经过饶阳，投奔信都郡。太守任光等迎接。刘秀發两郡四千精兵，以城头子路、刁子都名义出击，攻克堂阳，攻降下曲阳。北击中山国，兵力达到几万。于是南下联合各州郡，合击王郎。在柏人县、广阿县击败王郎大将李育。上谷郡太守耿况、渔阳郡太守彭宠各派突骑助攻王郎。更始帝刘玄派尚书谢躬率马武等六将军征讨王郎。五月，刘秀与谢躬合军攻克邯郸，斩杀王郎。刘玄封刘秀为萧王，命他撤兵回长安。刘秀借口河北未平，拒不从命。
当时河北数十支农民军成为刘秀占据河北的障碍。更始二年（24年）秋，刘秀亲率大军进攻清阳县、博平县的数十万铜马军。经过一个月的作战，铜马军补给不继，退到馆陶县。刘秀追击，击败铜马军。铜马军联合高湖、重连农民军，与刘秀在蒲阳县作战，大败而降。同时，赤眉別帅、青犊、大彤、上江、铁胫、五幡等部十余万农民军在射犬聚集中，尤来军也驻扎在射犬聚以南。射犬爱地处河内郡，向西南渡过黄河，直入河南、关中，向北直接威胁河北刘秀。刘秀收编铜马軍后，直接攻打射犬聚的农民军，说服驻兵邺城的更始尚书谢躬，让他同时攻打尤来军。射犬聚农民军失利后溃散，尤来军在山阳隆虑山击败谢躬。刘秀派吴汉、岑彭占据邺城，谢躬回军，将其斩杀，他的属下全部归降刘秀。战后，一部分赤眉别帅、青犊、铜马、尤来等军转入关中，余部向北转移。
更始三年（25年）正月，赤眉军攻打更始政权，逼近长安。刘秀派邓禹率兵二万沿黄河北岸西征河东郡，派寇恂抢占河内郡，冯异守孟津，阻挡洛阳更始军北上。刘秀亲领大军北击尤来、大枪、五幡等部农民军，将他们在元氏县、卢奴县等地击败。刘秀轻敌，败于顺水，几乎被杀。农民军北逃安次县，被刘秀所败，余部转战渔阳郡，又被刘秀击败。于是转移到右北平郡无终县、土垠县。刘秀还军，派吴汉等十三将率军追击至浚靡。农民军逃入辽西郡、辽东郡，被乌桓重创。刘秀巩固河北，于是进攻洛阳、关中，与赤眉军、更始军争天下。六月，刘秀在鄗县之南即皇帝位，建立东汉王朝。